# Волос, Юрий Николаевич
Юрий Николаевич Волос (2 июля 1986, Москва) — российский футболист, нападающий.

## Биография
Воспитанник футбольной школы московского «Динамо». Становился чемпионом Москвы среди 16-летних. В 2002—2004 годах выступал за дубль динамовцев в первенстве молодёжных составов премьер-лиги, сыграл 20 матчей, также выступал за третий состав клуба (ЛФК «Динамо») в первенстве ЛФЛ. Сезон 2005 года начал в любительском клубе «Смена» (Москва), затем перешёл в дубль ярославского «Шинника», где за полтора сезона сыграл 36 матчей и забил 6 голов в молодёжном первенстве. В основном составе «Шинника» сыграл один матч на Кубок России — 2 июля 2006 года против брянского «Динамо».
В 2007 году выступал в высшей лиге Латвии за клуб «Рига», провёл 11 матчей, забил один гол и стал бронзовым призёром чемпионата. Автором гола стал 20 мая 2007 года в матче против «Даугавы» Даугавпилс (3:2). За дублирующий состав провел 11 матче, где отличился 11 раз. 
В 2008—2009 годах играл в России за клубы второго дивизиона «Зеленоград» и «Волга» (Тверь), а также за московскую любительскую команду «СК Торпедо» («Торнадо»).
В 2010 году перешёл в киргизский клуб «Дордой». В первом же матче чемпионата Кыргызстана 27 марта 2010 года против «Шера» (9:0) забил 4 гола. В ходе сезона ещё дважды делал хет-трик — в Кубке Президента АФК 14 мая в игре с непальским клубом «Нью Роад» (3:0) и в матче чемпионата страны 15 августа против «Алги» (3:1). По итогам сезона-2010 стал серебряным призёром чемпионата Кыргызстана, обладателем Кубка Кыргызстана (в финале забил один из голов) и финалистом Кубка президента АФК. В споре бомбардиров чемпионата занял третье место с 12 голами. В первой половине 2011 года продолжал играть за «Дордой» и забил в чемпионате один гол, команда в итоге стала чемпионом страны.
Летом 2011 года вернулся в Россию и присоединился к кировскому «Динамо», но сыграл за него лишь пять неполных матчей. В зимнее межсезонье завершил профессиональную карьеру.
В 2010-х годах играл в любительских соревнованиях по футболу и мини-футболу в Москве.
Окончил Российский государственный университет физической культуры, спорта, молодежи и туризма (2008). Имеет тренерскую категорию «С». По состоянию на 2018 год работает детским тренером в частных футбольных школах Москвы.